# Flughafen Quito

i7
i11
i13
Der Aeropuerto Internacional Mariscal Sucre (IATA-Code: UIO, ICAO-Code: SEQM) ist ein am 20. Februar 2013 eröffneter internationaler Verkehrsflughafen nahe der ecuadorianischen Hauptstadt Quito. Er ersetzte den bisherigen gleichnamigen kommunalen Flughafen von 1960, der aufgrund seiner zentralen Stadtlage als schwierig zu beherrschen und nicht erweiterbar galt.

## Lage
Das Flughafen-Areal liegt ca. 15 km Luftlinie östlich vom Stadtzentrum Quito entfernt, nahe der Ortschaft Tababela. Weitere nahegelegene Orte sind unter anderem Puembo, Pifo und Checa. Der Flughafen liegt inmitten der Depression Guayllabamba. Eine sechsspurige Schnellstraße („La Ruta Viva“), die Reisende in 30–40 Minuten zum neuen Flughafen und ins Stadtzentrum bringt, wurde Ende 2014 fertiggestellt.

## Meteorologische Besonderheiten
Mit Beginn des Sommers im Juni kommt es am Hauptstadtflughafen bei den Landeanflügen oft zu Landungsabbrüchen und Durchstartmanövern, weil Scherwinde aus verschiedenen Richtungen von 30 bis zu 70 km/h das sichere Aufsetzen der Maschinen unmöglich machen. So mussten von Juni bis August 2018 insgesamt 159 Landeversuche beim ersten Mal abgebrochen und teilweise andere Flughäfen als Ausweichziele gewählt werden.

## Geschichte

### Planung
Die Planungen für einen neuen Flughafen begannen bereits im Jahre 1976: Damals untersuchte die Dirección General de Aviación Civil mögliche Standorte für den Bau eines neuen Flughafens der Stadt und wählte ein Gelände nördlich von Tababela, welches 1989 schließlich gekauft wurde. Im Oktober 2000 autorisierte die Regierung, neben der Erneuerung des bestehenden, den Bau des neuen Flughafens. Im September des darauf folgenden Jahres wurde der Flughafenbetreiber Quiport für die beiden Flughäfen von der kanadischen Aecon Group Inc. sowie dem brasilianischen Partner Andrade Gutierrez S.A. gegründet. Die Bauarbeiten begannen schließlich am 27. Januar 2006.

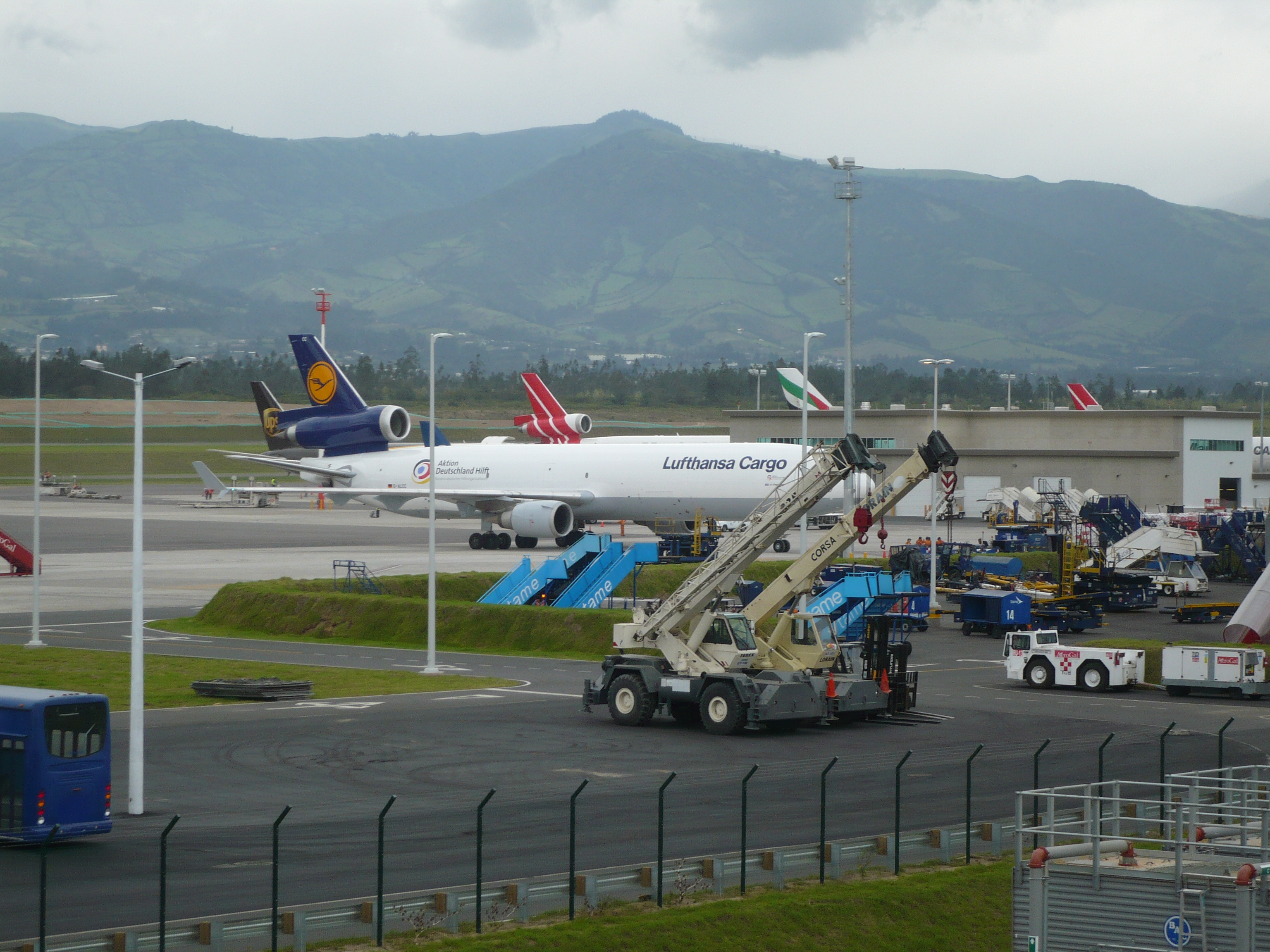
Eine MD-11F der Lufthansa Cargo am Frachtzentrum des neuen Flughafens von Quito, 2013.

### Gründe für den Bau
Eine Vielzahl von Argumenten sprachen für den Bau eines neuen Flughafens.
Die zentrale Lage des alten Flughafens im Stadtzentrum von Quito galt als Hauptgrund, da aufgrund der begrenzten Fläche, über die der Flughafen verfügte, keine Infrastrukturerweiterungen und damit verbundene Kapazitätserhöhungen möglich waren. Diese Erweiterungen wären aber aus mehreren Gründen notwendig gewesen. Einerseits waren es Sicherheitsgründe, denn sowohl der Start als auch der Landeanflug galten als äußerst schwierig. In den letzten Jahren ereigneten sich mehrere Zwischenfälle, z. B. schoss ein Flugzeug der Iberia über die Landebahn hinaus und ein Flugzeug der Icaro Air stürzte 400 Meter hinter der Landebahn ab.
Ein weiterer Aspekt war die oben erwähnte begrenzte Kapazität. Der alte Flughafen arbeitete laut ACI und Quiport schon seit mehreren Jahren über seiner Kapazitätsgrenze, außerdem kamen weiterhin steigende Passagierzahlen hinzu. Der neue Flughafen hingegen könnte über viermal so viele Passagiere abfertigen (siehe unten). Der dritte Grund, der eine Erweiterung nötig gemacht hätte, war die Wirtschaftlichkeit. Die nur 3100 Meter lange Piste war nicht nur ein Sicherheitsrisiko, sondern verursachte auch höhere Kosten, da beim Start mehr Treibstoff verbraucht werden musste als bei Nutzung der 4100 Meter langen Piste des geplanten neuen Flughafens. Insbesondere Langstreckenflugzeuge konnten am alten Flughafen nur 60 % ihrer Kapazität ausschöpfen. Laut Aero International sei dagegen nicht nur die kurze Startbahn ein Problem, sondern auch die dünne Luft, die den Langstreckenflugzeugen Schwierigkeiten bereitet auf die erforderliche Startgeschwindigkeit zu kommen, was sich allerdings auch bei einem 400 Meter tieferen Flughafen nicht ändern wird.
Ein weiteres Problem der zentralen Lage war – wie bei den meisten innerstädtischen Flughäfen – der Fluglärm, da zehntausende von Menschen rund um den Flughafen leben. Die niedrigere Lage des neuen Flughafens brachte zusätzlich den Vorteil, dass die Reisenden am Flughafen weniger mit den Symptomen von Höhenkrankheit zu kämpfen haben. Darüber hinaus wurde bzw. wird durch den Flughafenbau und die späteren Erweiterungen eine hohe Anzahl an Arbeitsplätzen in der Region geschaffen.

### Kosten
Laut Angaben von Quiport sollte die Gesellschaft 2010 über 700 Millionen US-Dollar in das Projekt investiert haben im Dezember 2008 lagen sie noch bei 413 Millionen US-Dollar. 74 Millionen US-Dollar davon sind Eigenkapital der Investoren von Quiport, der Rest besteht zum einen aus 160 Millionen US-Dollar, welche durch den Betrieb des Aeropuerto Internacional Mariscal Sucre erwirtschaftet wurden, und zum anderen aus 376 Millionen US-Dollar Kredite von Banken.

## Infrastruktur

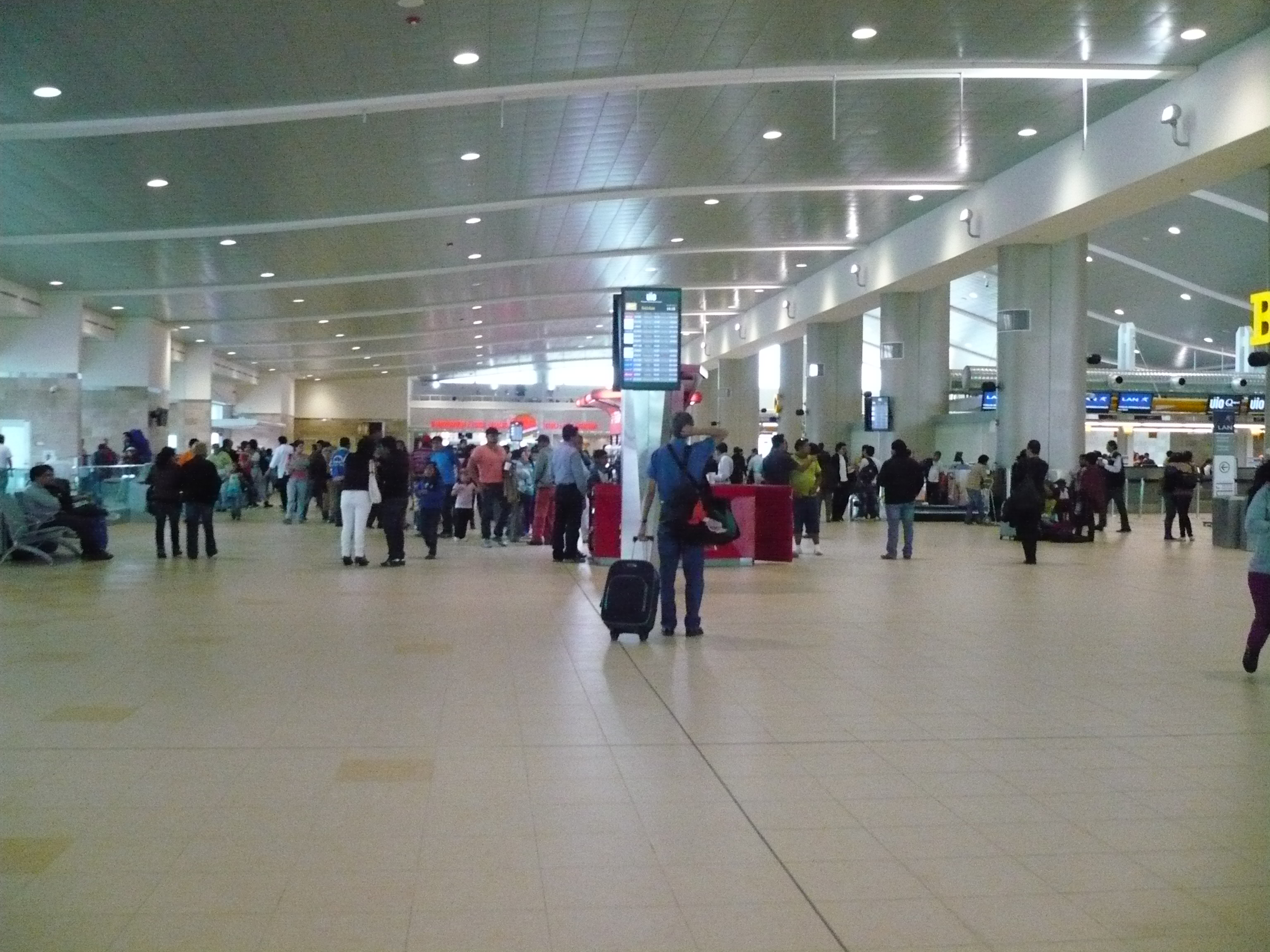
Check-in-Bereich des Flughafens

Geplant ist es, den Flughafen 30 Jahre lang zu betreiben, also bis ins Jahr 2043. Für ecuadorianische Verhältnisse verfügt der Flughafen über eine sehr gute Infrastruktur – unter anderem über die längste Landebahn des Landes.

### Erste Ausbaustufe
In der ersten Ausbaustufe verfügt der Flughafen über eine 4100 Meter lange Landebahn und ein 38.000 Quadratmeter großes Terminal mit sechs Flugsteigen. Insgesamt stehen den Flugzeugen 45 Parkpositionen zur Verfügung. Voraussichtlich werden 42.000 Quadratmeter als Fläche für die Ver- und Entladung von Luftfracht vorhanden sein. Der Tower hat eine Höhe von 41 Metern – fast doppelt so hoch wie der Tower des alten Flughafens, welcher 21 Meter maß. Die Struktur des Kontrollturms (wie das Passagierterminal) sind so gebaut, dass sie Erdbeben bis zu 9,0 Magnituden auf der Richterskala widerstehen können.

### Weitere Ausbaustufen
Laut Quiport ist geplant, alle 10 Jahre nach der Eröffnung am 19. Februar 2013 den Flughafen ausbauen zu lassen. 2023[veraltet] soll demnach das Terminal auf 64.500 Quadratmeter erweitert und die Anzahl der Flugsteige soll auf elf aufgestockt werden. Die letzte Ausbaustufe, welche voraussichtlich erst nach 2033 realisiert werden kann, sieht eine zweite Startbahn von 2350 Metern vor, welche nördlich der ersten Piste entstehen soll und parallel zu ihr verlaufen soll. Außerdem besteht die Möglichkeit, dass das inzwischen 16 Flugsteige fassende Terminal zu einem rein internationalen Terminal umfunktioniert wird und um ein zweites Terminal ergänzt wird, das den nationalen Verkehr abwickelt.

## Bedeutung

### Prognosen
Der Luftverkehr in Quito verzeichnet seit mehreren Jahren einen Anstieg der Passagierzahlen. So wurden 2006 insgesamt 3.829.000 Passagiere befördert, zwei Jahre später waren es schon 4.552.000 Flugreisende.

### Nationaler Vergleich
Einziger national ebenbürtiger Mitbewerber des Flughafens ist der Flughafen Guayaquil, welcher auch nach der Eröffnung des neuen Flughafens erhebliche Vorteile gegenüber dem Flugziel Quito haben wird. Dazu zählt unter anderem die Höhe, da der Flughafen sehr pazifiknah liegt und aufgrund dessen die Luftdichte besseren Standards entspricht. Außerdem ist die Metropolregion Guayaquil fast doppelt so groß wie die Metropolregion in und um Quito. Unter anderem ist Guayaquil das Wirtschaftszentrum des Landes. Auch in technischen Standards ist der Flughafen Guayaquil mit einem neuen Terminal dem neuen Flughafen Quito konkurrenzfähig. Vorteil des Nuevo Aeropuerto Internacional de Quito gegenüber dem Flughafen in Guayaquil (und den meisten anderen Flughäfen in Ecuador) ist die für alle Flugzeugtypen ausreichende Piste, welche in Guayaquil nur 2790 Meter misst, was ein Nachteil bei der Abfertigung von Langstreckenflugzeugen ist.

### Fluggesellschaften und Ziele
Vom Flughafen in Quito werden Ziele in Süd-, Mittel- und Nordamerika, sowie Europa (u. a. Madrid, Amsterdam und Frankfurt) angeflogen. Die wichtigen nationalen Fluggesellschaften Avianca Ecuador, LATAM Airlines Ecuador und TAME betreiben auch seit der Inbetriebnahme ihr Drehkreuz in Quito.